# Sierra Bermeja
 (février 2012).
Si vous disposez d'ouvrages ou d'articles de référence ou si vous connaissez des sites web de qualité traitant du thème abordé ici, merci de compléter l'article en donnant les références utiles à sa vérifiabilité et en les liant à la section « Notes et références ».

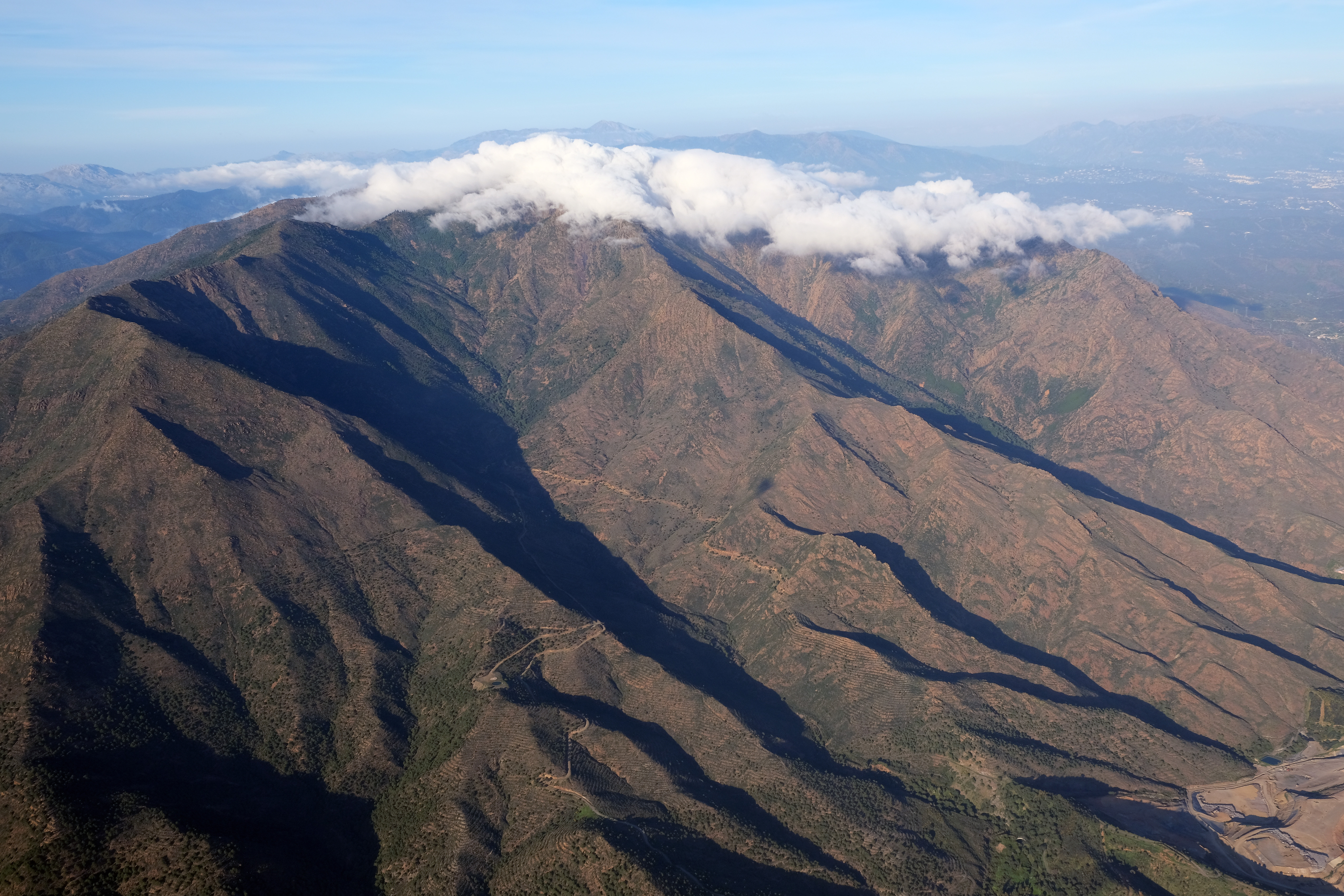
Vue de la sierra Bermeja.

La sierra Bermeja (de l'arabe Gebal Alhambra) est la chaîne de montagnes qui forme le flanc sud-ouest de la serranía de Ronda, en Espagne, surplombant la Costa del Sol, allant de Marbella à Estepona. Sur le plan géologique, c'est un des plus grands massifs de péridotite au monde, riche en fer et de platine, unique par sa composition géologique. La sierra tire son nom de la couleur des roches. Son point culminant, appelé Los Reales, atteint 1 449 mètres d'altitude.

## Flore
Une végétation particulière s'y est développée, grâce à la particularité de la composition du sol de ce massif (péridotite), ainsi que par sa situation géographique, entre la mer Méditerranée et l'océan Atlantique. Les forêts prédominantes sur les zones basses du massif sont composées de Chêne-liège, les versants sont boisés de Pin noir, tandis que son sommet se compose de Sapin d'Andalousie, une espèce en voie de disparition.
La pinède située sur le sommet Los Reales, d'une surface d'environ 1 240 hectares, est protégée depuis 1989 par la Junte d'Andalousie en tant qu'espace naturel. Environ 85 % des espèces végétales présentes dans la sierra Bermeja sont incluses dans la directive européenne Habitats naturels (Natura 2000), en raison d'un nombre important d'espèces endémiques : Genista lanuginosa, Staehelina baptisa, Cerastium gibraltaricum, etc.

## Faune
La faune présente une vaste biodiversité qui est renforcée par le passage saisonnier d'oiseaux migrateurs. Plus de 220 espèces ont été observées, spécialement pendant l'époque de migration des oiseaux entre l'Europe et l'Afrique. Les espèces les plus représentées sont les rapaces diurnes et nocturnes, dont certaines sont protégées par le réseau Natura 2000 comme par exemple l'aigle botté, le faucon commun, ou encore le hibou grand-duc.